# Einblütiger Frühlingsstern

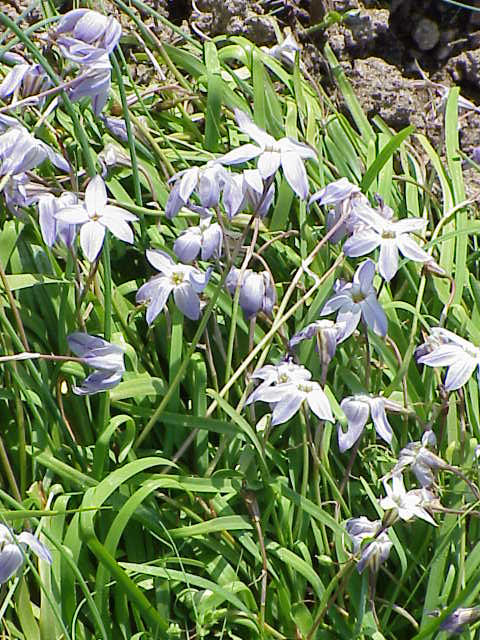

Der Einblütige Frühlingsstern (Ipheion uniflorum) ist eine Pflanzenart aus der Gattung Sternblumen (Ipheion) in der Unterfamilie der Lauchgewächse (Allioideae).

## Merkmale
Der Einblütige Frühlingsstern ist eine ausdauernde krautige Pflanze, die Wuchshöhen von 20 bis 30 Zentimeter erreicht. Dieser (herbst)frühjahrsgrüne Geophyt bildet Zwiebeln als Überdauerungsorgane. Die grundständigen Laubblätter sind fleischig, messen 20 bis 25 × 0,4 bis 0,7 Zentimeter und weisen einen Lauchgeruch auf. 
Die einzeln stehenden, zwittrigen Blüten weisen einen Durchmesser von 2 bis 3 (4) Zentimeter auf. Die sechs Perigonzipfel sind sternförmig ausgebreitet, lilaweiß, an der Unterseite grünlich und länger oder etwas kürzer als die Perigonröhre.
Die Blütezeit liegt im April, zum Teil beginnt sie schon im März und dauert bis Mai.

## Vorkommen
Der Einblütige Frühlingsstern kommt in Uruguay und im warmgemäßigten Argentinien in Grassteppen vor. In Süd-Britannien und Frankreich wurde die Art eingebürgert.

## Nutzung
Der Einblütige Frühlingsstern wird selten als Zierpflanze in Rabatten und Steingärten sowie als Gewürz genutzt. Er ist seit spätestens 1832 in Kultur. 
Es gibt einige Sorten (Auswahl):
- 'Album': Die Blüten sind weiß
- 'Whiskey Blue': Die Blüten sind himmelblau
- 'Lilacinum': Die Blüten sind lila
- 'Rolf Fiedler': Die Blüten sind leuchtend blau
- 'Froyle Mill': Die Blüten sind tief dunkelviolett

## Synonyme
- Brodiaea uniflora (Lindl.) Engl.
- Triteleia uniflora Lindl.
- Milla uniflora (Lindl.) Graham
- Tristagma uniflorum (Lindl.) Traub

## Belege
- Eckehart J. Jäger, Friedrich Ebel, Peter Hanelt, Gerd K. Müller (Hrsg.): Rothmaler Exkursionsflora von Deutschland. Band 5: Krautige Zier- und Nutzpflanzen. Spektrum Akademischer Verlag, Berlin Heidelberg 2008, ISBN 978-3-8274-0918-8.